# Magertjärnen (Arvidsjaurs socken, Lappland)
Magertjärnen är en sjö i Arvidsjaurs kommun i Lappland och ingår i Piteälvens huvudavrinningsområde. Sjön har en area på 0,0972 kvadratkilometer och ligger 290,7 meter över havet.

## Delavrinningsområde
Magertjärnen ingår i det delavrinningsområde (731612-168880) som SMHI kallar för Mynnar i 731817-169011. Medelhöjden är 313 meter över havet och ytan är 3,86 kvadratkilometer. Det finns inga avrinningsområden uppströms utan avrinningsområdet är högsta punkten. Vattendraget som avvattnar avrinningsområdet har biflödesordning 3, vilket innebär att vattnet flödar genom totalt 3 vattendrag innan det når havet efter 109 kilometer. Avrinningsområdet består mestadels av skog (68 procent). Avrinningsområdet har 0,09 kvadratkilometer vattenytor vilket ger det en sjöprocent på 2,4 procent.